# Gombás fertőzések
A gombás fertőzés legjellemzőbb tünetei a fáradtság, az ízületi fájdalom és a kínzó éhségérzet.
A gombák nagy részét gombaszövedék, a micélium alkotja. Egyes fajoknál a micéliumból termőtest alakul. Ilyen például a kedvelt sampiony, a laska és a vargányagomba.
A gombák az energiát nem a napfényből vagy a levegőből, hanem más organizmusokból nyerik, rendszerint elhalt növényi vagy állati maradványokból táplálkoznak.
A gombák a földi tápláléklánc nélkülözhetetlen részét képezik.
A pék az élesztőgombát, a sörfőzde a sörélesztőt hasznosítja. Nemes penészgomba nélkülözhetetlen a sajtgyártásban, Camambert, a Brie vagy Roguefort előállítása során.
A gombákat akkor tekintjük károsnak, ha mint paraziták károsítják a gazdaszervezetet.
A világ legnagyobb, több mint 600km2 kiterjedésű élőlénye egy gomba.
Ezt a gombafonalat egy amerikai kutatócsoport találta a talajban.Egyetlen gyökértől származik az egész.
Az emberi szervezetben legalább 100 féle parazita gomba található. Egy gomba akkor káros, ha hosszú időn keresztül élősködik a szervezetben. Az ilyen gomba kórokozó szaknyelven patogén.
A mikrobiológusok 3 csoportra osztják a gombákat.
1. Élesztőgombák
2. Dermatophytonok
3. Penészgombák

## Élesztőgombák
A legtöbb betegséget az élesztőgombák okozzák.
Az élesztő neve a mikrobiológiában a Candida.
A fertőzések nagy részét a Candida albicans - fehér élesztő okozza. A Candida albicans a normál flóra tagja, a légutak, a gastrointestinális traktus,  a női nemi szervek nyálkahártyáján fordul elő. A több mint 100 Candida faj közül csak mintegy 8 emberpathogén. 

## Dermatophytonok
Elsősorban az emberi bőrön, valamint a kéz és a láb környékén, körmén élősködnek.
Egyes fajok csak bőrpírt okoznak, mások súlyos, fájdalmas bőrbántalmakat.
Fonalaikkal nem csak az elhalt hámsejteket (korpa) vonják be hanem az ép bőrfelületet is, és 
a bőrt károsítva az élősejtekből is táplálkoznak.
A dermatophytonok okozta gombafertőzés kellemetlen ugyan, de nem életveszélyes.

## Penészgombák
A sajtgyártásban alkalmazott ártatlan nemes penész mellett számos kórokozó penészgombafaj is 
létezik. Ilyen például a nedves falakon tenyésző, jellegzetes fekete foltot képző 
Aspergillus niger - fekete penész. Spórája rossz körülmények között is évekig életképes.
Ha a levegőből a belélegzés során nagy mennyiségű spóra kerül a tüdőbe, súlyos betegségeket  
okoz.

### A fáraó átka
1922-ben, Tutanhamon fáraó sírjának feltárásakor a sírkamrába behatoló
22 egyiptológus tüdőbetegségben halt meg. A sírkamra felnyitásakor az ott burjánzó penészgomba spóráit belélegezve valamennyien tüdőfertőzést kaptak. Az Aspergillus niger mellett életveszélyes tüdőbetegséget okozhat az Aspergillus fumigatus nevű penészgomba is.

## Gombásodás osztályozása
A mikózisokat osztályozhatjuk a kolonizált szövet érintettsége alapján: 
1. felületi vagy szuperficiális mikózis – a bőr és a haj legkülső rétegeire korlátozódik
2. kután mikózis – átterjednek az epidermisre és a hajra valamint a körömre is.  A gazdaszervezetben immunreakciót válthatnak ki, ezért a gyulladás a mélyebb szöveti rétegekben is megjelenik.   Ezeket a kórokozókat  dermatophitonoknak nevezik. A kórokozó gombafajok többnyire Microsporum, Trichophyton  és Epidermophyton nemzetségbe tartoznak, összesen 41 faj.
3. szubkután mikózis – megfertőzi a  dermist, a szubkután szöveteket, az izmokat és a fasciát. Ezek krónikus fertőzések és szúrás útján kerülhetnek át a bőrön. Nehéz kezelni őket és általában műtéti megoldás szükséges.
4. elsődleges kórokozó által okozott szisztémás mikózis – általában a tüdőből indul és átterjedhet más szervrendszerekre is. Ezek a gombafajok önmagukban is patogének (betegségokozók) A szisztémás mikózisok kórokozói általában dimorf gombák.
5. opportunista  kórokozó által okozott szisztémás mikózis – általában legyengült immunrendszerű betegeket fertőznek meg  egyébként nem kórokozó gombafajok. Ilyen állapotot okozhat AIDS, a normál bélflóra megbolygatása antibiotikumokkal, metasztatikus daganat. Példa:  Candidiasis, Cryptococcosis és Aspergillosis.

## Kezelés
A mikózisokat gombaellenes gyógyszerekkel (antimikotikumok) kezelik. A betegség természetétől függően helyi vagy szisztémás gyógyszert alkalmaznak.